# Bifurkációelmélet

Nyeregcsomóponti elágazást mutató fázisportré

A bifurkációelmélet egy adott görbecsalád kvalitatív vagy topológiai szerkezetében bekövetkezett változások matematikai vizsgálata, mint például egy vektormezőcsalád integrálgörbéi vagy egy differenciálegyenlet-család megoldásai. Leggyakrabban a dinamikus rendszerek matematikai vizsgálatára alkalmazzák, a bifurkáció akkor következik be, amikor egy rendszer paraméterértékeinek (a bifurkációs paramétereknek) enyhe változtatása hirtelen „minőségi” vagy topológiai változást okoz a rendszer viselkedésében. Bifurkációk mind folytonos rendszerekben (amelyeket közönséges, késleltetett vagy parciális differenciálegyenletek írnak le), mind diszkrét rendszerekben (amelyeket térképek írnak le) előfordulnak.
A „bifurkáció” elnevezést először Henri Poincaré vezette be 1885-ben.

## Kapcsolódó témák
- Szinergia
- Pillangó-effektus
- Nyeregpont

## Fordítás
Ez a szócikk részben vagy egészben  a   Bifurcation theory című angol Wikipédia-szócikk ezen változatának fordításán alapul.  Az eredeti cikk szerkesztőit annak laptörténete sorolja fel. Ez a jelzés csupán a megfogalmazás eredetét és a szerzői jogokat jelzi, nem szolgál a cikkben szereplő információk forrásmegjelöléseként.